# Cratoneuron commutatum
Cratoneuron commutatum là một loài Rêu trong họ Amblystegiaceae. Loài này được (Hedw.) G. Roth mô tả khoa học đầu tiên năm 1899.